# Ixe (film)
Pour les articles homonymes, voir IXE.
Pour plus de détails, voir Fiche technique et Distribution.
Ixe est un film français réalisé par Lionel Soukaz et sorti en 1980.

## Synopsis
Le film « est un écartèlement : aux quatre points cardinaux, aux quatre extrémités de la croix, la guerre, le sexe, la religion et la drogue. Le jeu des superpositions, des glissements des éclairs à peine mémorisés par l’œil comme des savantes répétitions de thèmes, nous fait souvenir que le sexe est aussi la guerre des corps et le pape, la drogue du peuple ». (Guy Hocquenghem, cité par film-documentaire).

## Fiche technique
- Titre : Ixe
- Réalisation : Lionel Soukaz
- Scénario : Lionel Soukaz
- Son : Philippe Veschi
- Montage : Lionel Soukaz
- Musique : Telex et The Human League
- Production : Little Sisters Production
- Pays d'origine :  France
- Genre : Documentaire et expérimental
- Durée : 48 minutes
- Date de sortie : France - 1980[1]

## Distribution
- Philippe Veschi
- François Dantchev
- Hervé Leymarie
- Jean-François B.
- Karine
- Verveine
- York

## Sélections
- Festival de Hyères 1980[2]
- Festival de Grenoble 1980[3]